# Montagny (Friburgo)
Montagny é uma comuna da Suíça, no Cantão Friburgo, com cerca de 1.903 habitantes. Estende-se por uma área de 17,52 km², de densidade populacional de 109 hab/km². Confina com as seguintes comunas: Corcelles-près-Payerne (VD), Corserey, Léchelles, Noréaz, Payerne (VD), Ponthaux, Prez-vers-Noréaz, Russy, Torny.
A língua oficial nesta comuna é o Francês.